# Wegekreuz Sittard

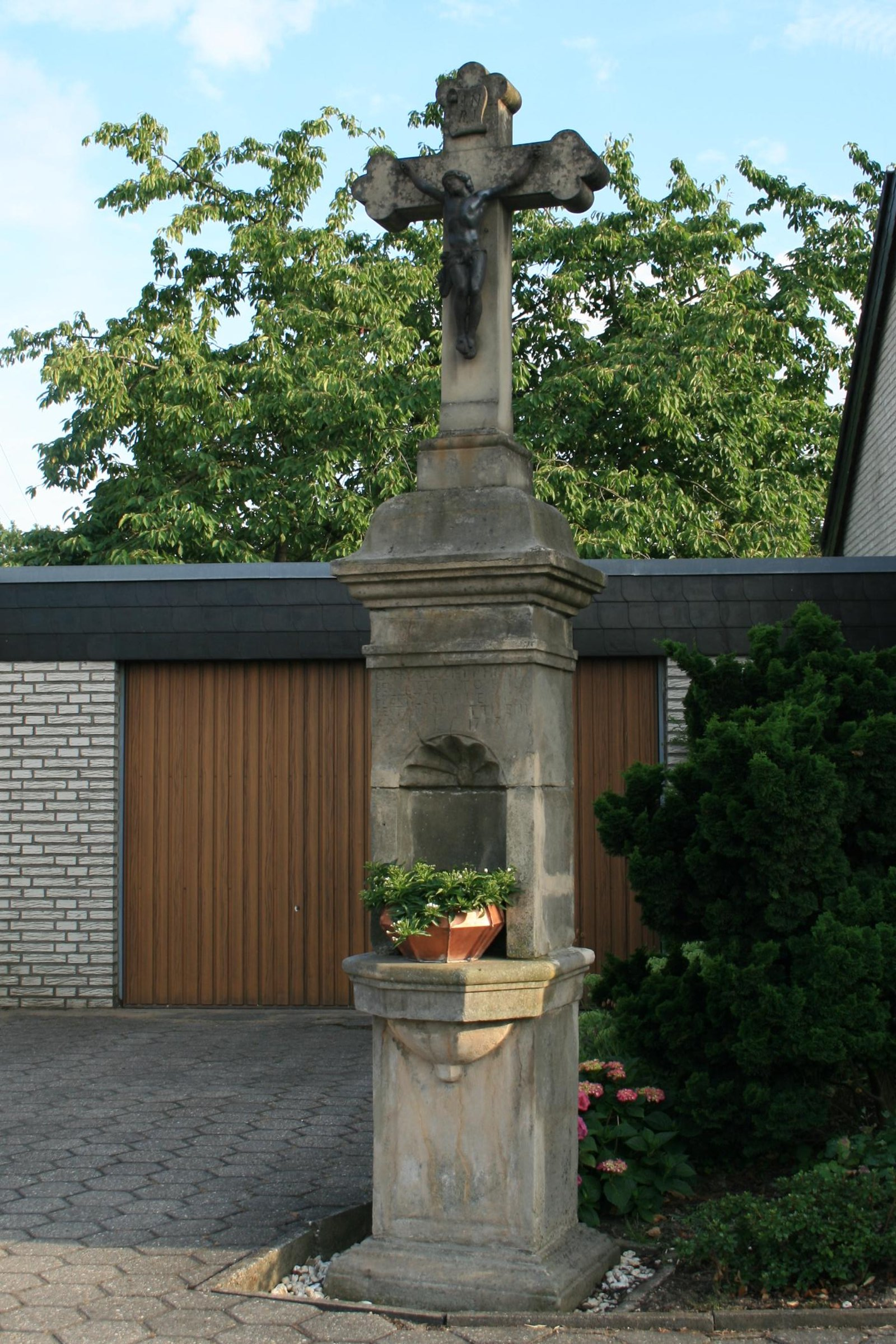
Wegekreuz (2010)

Das Wegekreuz Sittard steht im Stadtteil Sittard in Mönchengladbach (Nordrhein-Westfalen), Sittard 10a.
Das Kreuz wurde Ende des 18. Jahrhunderts errichtet. Es ist unter Nr, S. 011 am 14. September 1993 in die Denkmalliste der Stadt Mönchengladbach eingetragen worden.

## Architektur
Es ist ein Schaftkreuz mit Metallcorpus. Sockelplatte mit Karnies. Unterbau mit annähernd quadratischem Querschnitt und erhabener Ansichtsfläche. Profilierte Konsole zum Abstellen einer Monstranz. Im Mittelteil Rundbogennische (Konche), die in der Kalotte ein Muschelornament zeigt. Darüber eine nicht lesbare Inschrift. Mehrfach profiliertes Gesims, als tragendes Karnies in die Basis für das Schaftkreuz mit Metallcorpus, Inschrifttafel und dreipassförmigen Balkenenden.
Das Objekt ist aus kunsthistorischen, orts- und sozialgeschichtlichen Gründen als Baudenkmal schützenswert.